# Иборн, Колин
Колин Иборн(англ. Colin Eaborn FRS, 15 марта 1923, Честер — 22 февраля 2004, Брайтон) — химик из Великобритании, известный вкладом в область кремнийорганической химии. В область научных интересов входят физическая органическая химия, металлоорганические соединения и химия координационных соединений. Иборн также известен вкладом в развитие преподавания химической науки и становление Школы молекулярных и химических наук в Университете Сассекса. Родившись в семье столяра в пригороде Честера, Колин Иборн прошел путь до PhD Бангорского университета и был назначен помощником университетских лекторов в Университетском колледже Лестера. Его обширные исследования в области кремнийорганической химии отражены в его монографии «Кремнийорганические соединения» (1960). Иборн стал первым не-американским исследователем, получившим престижную награду Фредерика Стэнли Киппинга в знак признания его публикаций в области химии кремния.

## Биография

### Ранние годы
Иборн родился 15 марта 1923 года в деревне Чартон недалеко от Честера. Когда Колину было 6 месяцев, семья Иборнов переехала в Хольт, Уэльс, для того, чтобы найти работу. Отец Колина работал столяром, мать заведовала магазином. Колин с сестрой ходили в обычную деревенскую школу Хольта, где их обучали основам письма, чтения и арифметике. С 1941 года Колин учился в школе Руабон, где показал отличные результаты по всем предметам, однако для дальнейшего обучения он выбрал химию, физику и математику.

### Обучение в университете
В 1941 году Иборн поступил в Бангорский университет на учителя химии и после выпуска имел возможность преподавать курс химии в Бангоре. В конце своего второго курса (время активной фазы Второй Мировой Войны) Колин пытался вступить в ряды армии, однако его не приняли по медицинским показаниям. В первый год исследований он познакомился со студенткой из Англии, Джойс Томас, на которой он женился в 1949 году. С появлением в 1943 году в Бангорском университете профессора Теда Хьюиса научная работа Иборна пошла в гору. Совместно с сэром Кристофером Ингольдом они впервые изучали ряд механизмов нуклеофильного замещения и реакций элиминирования органических галогенов и родственных соединений. После выпуска в 1944 году Иборн проводил исследования в области, затрагивающей военные нужды.

## Деятельность в университетах Лестера и Сассекса
В 1947 году Иборн был назначен помощником университетских лекторов Университетского Колледжа Лестера, который в то время являлся небольшим учреждением со 120 студентами. Иборн работал с энтузиазмом, несмотря на трудности с финансированием, и в 1949 году опубликовал свою первую статью. Благодаря грантам от Химического Общества Иборн приобрел простой ультрафиолетовый спектрофотометр в лабораторию, и с тех пор его научная группа постепенно расширялась. В Великобритании исследования в области кремнийорганической химии не были популярны в 1950-х годах, поэтому государственная поддержка не оказывалась. Однако у Иборна была возможность получить гранты от армии США и ВВС США, и это позволило ему собрать к концу десятилетия исследовательскую группу численностью около 15 ученых. Этот период в научной жизни Иборна завершился публикацией в 1960 году его книги «Кремнийорганические соединения».
Университет Сассекса был первым из семи институтов, основанных после доклада Роббинса о высшем образовании. Колин Иборн стал деканом новой Школы Молекулярных Наук, в которую входила его научная группа. Он был ответственным за работы по конструкции химического корпуса, и, впоследствии, его вклад в архитектурный ансамбль кампуса Сассекса был широко признан. К 1961 году в университете было уже 220 магистрантов в области химии и 57 в других тесно связанных областях. Общее количество исследователей (академиков, аспирантов, кандидатов наук и стажеров) было около 160. К 1975 году, кафедра Иборна имела 8 членов Королевского Общества, причем из них двое — лауреаты Нобелевской премии.

## Научная работа
Первые исследовательские работы Иборна описывают, в основном, синтез кремнийорганических соединений общего вида RnSiX(4-n), где R представляет собой органическую группу, а Х — галоген. Когда они были опубликованы в 1949-53 годах, механизмы, регулирующее взаимопревращения металлоорганических галогенидов не были установлены, и надежные синтетические методики были предпосылкой для любого систематического изучения реакций на кремниевые центры. Кремнийорганические соединения заметно рассматриваются в последующих работах. Развитие синтеза для ряда производных арилкремния позволило изучить расщепление органических групп кислотами в водном метаноле или диоксане, и получать кинетические данные спектрофотометрией в УФ-области. Это привело к серии из 54 работ под названием «Ароматическая реакционноспособность», многие из которых описаны термином «десилилирование», то есть замещение таких групп, как Me3Si протонами, бромом, и т. д.
В рамках другого проекта, начатого в 1953 году, Иборн изучал химию триметилсилил производных. Обнаружено, что реакции соединений ArMe2SiCH2Cl с NaOEt в этаноле дают, в дополнение к продуктам замещения (ArMe2SiCH2OEt) и расщепления (ArMe2SiOEt), значительные количества ArCH3. Последний продукт показывает, что атака этоксида кремния индуцирует миграцию арильной группы от кремния к углерод. Около 20 лет спустя миграции, индуцированные нуклеофильной атакой кислорода на кремний хорошо зарекомендовали себя в кремнийорганической химии.
Серия публикаций в период 1965-73 вышла в результате сотрудничества с Ричардом Джексоном, экспертом в изучении свободных радикалов. Эти работы были сосредоточены на химии бис-(триметилсилил) ртути.
Иборн внес значительный вклад в ряд других вопросов в кремнийорганической химии, которые другие исследователи изучали более подробно. Среди них — миграции органических групп в силенах, силиловых радикалах и ионах силанолятов, включая обнаружение частиц Me2Si=O и MeSiOO- (аналоги ацетона и ацетата, соответственно) в растворе, реакции TsiSiRR-X (Х=H или I) с галогенами, выделение первого цианата кремния и его изомеризации в соответствующий изоцианат, изучение структуры и свойств силантриола TsiSi(ОН)3, а также ряд силандиолов.

## Награды
Колин Иборн стал лауреатом множества наград, среди них награды Фонда Ротари (1951) и Фонда Роберта Уэлша (1961), награда Фредерика Стенли Киппинга (1964), медаль Ингольда (1976).

## Общественная деятельность
Помимо исследований в обширной области кремнийорганической химии, Иборн находил время, чтобы служить в нескольких комитетах ученых обществ и внести вклад в политику на национальном и международном уровнях. С 1966 по 1970 он возглавлял Британский Комитет по химическому образованию, созданный совместно с Королевским Химическим Институтом и Королевским Обществом. В этот период было опубликовано два важных отчета. На основе первого в 1970-х были введены реформы, касающиеся курсов подготовки учителей и преподавателей. Второй отчет был направлен на установление связи между наукой и промышленностью, что было чрезвычайно актуально уже в то время.
Иборн был Почетным Секретарем Химического Общества с 1965 по 1971, и вице-председателем Отделения Далтон с 1971 по 1975. После своего избрания в Членство Королевского общества в 1970 году, он дважды служил в Совете. По причине того, что он нашел работу в комитета интересной и приятной, ему предложили занять место в многочисленных мелких рабочих группах. Он был членом Совета подготовки Химических и сопутствующих товаров в течение нескольких лет с момента её создания в 1970-х, а также служил на британо-итальянской смешанной культурной комиссии с 1972 1980.
Наиболее устойчивый вклад в химию на университетском уровне Иборн внес через Журнал Металлоорганической Химии. Он был одним из пяти первоначальных региональных редакторов, назначенным в 1965 году и занимавший должность в течение 32 лет.
Колин Иборн вышел на пенсию в 1988 году, и, после длительной болезни, умер 22 февраля 2004 года.